# Cornelia van Adrichem
Cornelia van Adrichem (Beverwijk, 1496 - 5 juni 1543) was een Nederlandse koorzuster, dichteres en vertaalster. Ze werd geboren op kasteel Adrichem nabij Beverwijk en was dochter van Agatha Suys en Arent van Adrichem.
In het klooster Nazareth te Beverwijk was ze koorzuster en werkte ze aan Latijnse psalmen. Van Adrichem beheerste het Latijn en haar Latijnse psalmbewerkingen waren bekend bij de geleerden van de Sorbonne in Parijs, met dank aan haar neef Cornelis Suys.
Het enige overgebleven gedicht is haar eigen grafdicht in de Grote Kerk van Beverwijk. Dat gaat als volgt: 'corpus humo, superis animam Cornelia condo./ Pulverulenta caro vermibus esca datur./ Non lachrymas, no singultus, tristesque querelas,/ Sed Christo oblatas nunc precor umbra preces'. Letterlijk vertaald is dit: 'Ik, Cornelia, bezorg mijn lichaam aan de aarde, aan de Allerhoogste mijn ziel./ Het stoffelijk vlees wordt de wormen tot voedsel gegeven./ Geen tranen, geen gesnik, geen trieste klachten vraag ik, haar schim, u nu,/ maar uw gebeden tot Christus gericht'. Dit grafdicht is in 1624 door Pieter van Opmeer gebruikt in zijn Historia martyrum Batavicorum in een gedeelte over de geestelijke Cornelis Musius, een neef van Cornelia.